# Hipswell
Hipswell – wieś w północnej Anglii, w hrabstwie North Yorkshire, w dystrykcie (unitary authority) North Yorkshire. Leży 63 km na północny zachód od miasta York i 337 km na północ od Londynu. Znajduje się w bezpośrednim sąsiedztwie bazy wojskowej Catterick Garrison.
Miejsce narodzin prekursora protestantyzmu, ks. Johna Wycliffe'a.